# 争取变革和透明联盟
争取变革和透明联盟（英語：Alliance for Change and Transparency，缩写为ACT），又称爱国者党，有时被称作ACT—爱国者，是坦桑尼亚的一个民主社会主义政党。该党于2014年5月获得注册政党资格，现为坦桑尼亚第三大党。该党是进步国际的成员。